# Ум (река)
Ум — река в Томском районе Томской области России. Устье реки находится в 90 км от устья по левому берегу реки Томь, в деревне Барабинка. Длина реки составляет 41 км.
На реке расположены деревни Кандинка, Барабинка и Госконюшня, урочища Скоп, Томторг, Смокотино.
Устаревшие названия реки: Увамова, Караулка, Караульная, Караульная (Умь).

## Водохранилище
В 1980-е годы возле деревни Кандинка на реке сооружена плотина, образующая водохранилище длиной около 5 км. Глубина водохранилища составляет 12-14 метров, береговая линия — 8,6 километра, объём — 8 миллионов кубометров. В 2008 году в пруд было выпущено около полутонны взрослых особей толстолобика и белого амура, однако в 2010 году вода была почти полностью спущена для ремонта плотины. В 2013 году в восстановленный пруд выпущено 500 молодых щук. В 2017 году из-за размытия откоса плотины возник риск её прорыва, поэтому балансодержатель (ОГБУ «Облкомприрода») поддерживает низкий уровень воды. Ремонт дамбы запланирован на 2020 год.

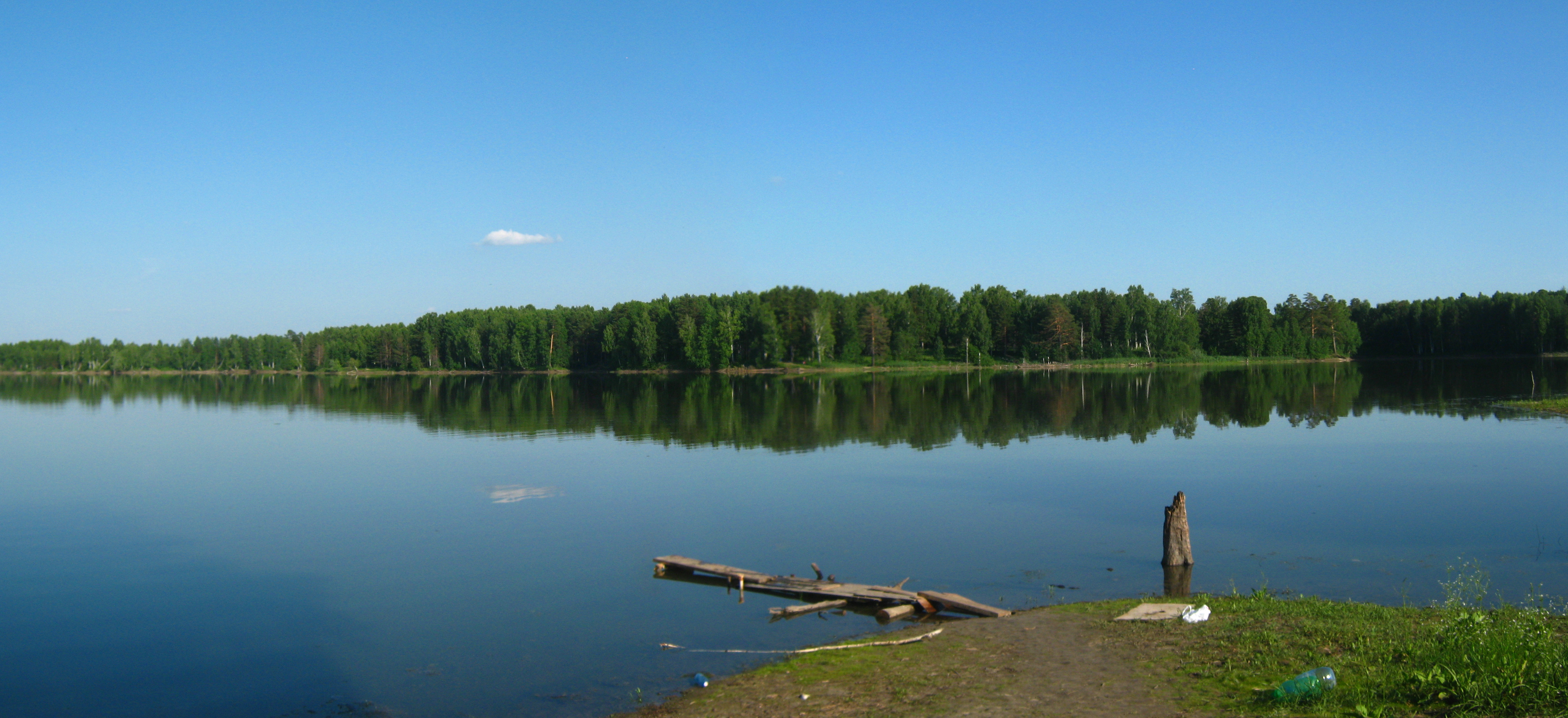
Кандинское водохранилище в 2010 году

## Данные водного реестра
По данным государственного водного реестра России относится к Верхнеобскому бассейновому округу, водохозяйственный участок реки — Томь от города Кемерово и до устья, речной подбассейн реки — Томь. Речной бассейн реки — (Верхняя) Обь до впадения Иртыша.